# Dermocybe aurantiella
Dermocybe aurantiella är en svampart som beskrevs av E. Horak 1988. Dermocybe aurantiella ingår i släktet Dermocybe och familjen spindlingar.   Inga underarter finns listade i Catalogue of Life.